# Jodie Burrage
Jodie Burrage, née le 28 mai 1999 à Kingston upon Thames, en Angleterre, est une joueuse britannique de tennis.

## Carrière professionnelle
Jodie Burrage fait ses débuts en 2020 sur le circuit WTA en double lors du tournoi de Linz. Elle débute ensuite en simple début 2021 lors du tournoi d'Abou Dabi. 
Elle joue son 1er Grand Chelem en 2021 à Wimbledon grâce à une wild-card ; elle est battue au 1er tour par l'Américaine Lauren Davis.
Le 18 juin 2023, elle joue la finale du tournoi WTA 250 de Nottingham qu'elle perd contre sa compatriote Katie Boulter.

## Palmarès

### Titre en simple dames
Aucun.

### Finale en simple dames
| No | Date       | Nom et lieu du tournoi               | Catégorie | Dotation  | Surface      | Vainqueure    | Score    |          |
| -- | ---------- | ------------------------------------ | --------- | --------- | ------------ | ------------- | -------- | -------- |
| 1  | 12-06-2023 | Rothesay Open Nottingham, Nottingham | WTA 250   | 259 303 $ | Gazon (ext.) | Katie Boulter | 6-3, 6-3 | Parcours |

### Titre en double dames
| No | Date       | Nom et lieu du tournoi        | Catégorie | Dotation  | Surface    | Partenaire    | Finalistes                         | Score    |          |
| -- | ---------- | ----------------------------- | --------- | --------- | ---------- | ------------- | ---------------------------------- | -------- | -------- |
| 1  | 16-10-2023 | Transylvania Open Cluj-Napoca | WTA 250   | 259 303 $ | Dur (int.) | Jil Teichmann | Léolia Jeanjean Valeriya Strakhova | 6-1, 6-4 | Parcours |

### Titre en double en WTA 125
| No | Date       | Nom et lieu du tournoi                | Catégorie | Dotation  | Surface    | Partenaire     | Finalistes                 | Score              |          |
| -- | ---------- | ------------------------------------- | --------- | --------- | ---------- | -------------- | -------------------------- | ------------------ | -------- |
| 1  | 14-08-2023 | Golden Gate Open at Stanford Stanford | WTA 125   | 115 000 $ | Dur (ext.) | Olivia Gadecki | Hailey Baptiste Claire Liu | 7-64, 66-7, [10-8] | Parcours |

## Parcours en Grand Chelem

### En simple dames
| Année | Open d'Australie | Open d'Australie   | Internationaux de France | Internationaux de France | Wimbledon       | Wimbledon       | US Open        | US Open         |
| ----- | ---------------- | ------------------ | ------------------------ | ------------------------ | --------------- | --------------- | -------------- | --------------- |
| 2021  | —                | —                  | Q1                       | Irina Maria Bara         | 1er tour (1/64) | Lauren Davis    | Q2             | Stefanie Vögele |
| 2022  | Q1               | Seone Mendez       | —                        | —                        | 1er tour (1/64) | Lesia Tsurenko  | Q1             | Caty McNally    |
| 2023  | Q3               | Séléna Janicijevic | —                        | —                        | 2e tour (1/32)  | Daria Kasatkina | 2e tour (1/32) | Aryna Sabalenka |
| 2024  | 1er tour (1/64)  | Tamara Korpatsch   | —                        | —                        | —               | —               | —              | —               |
| 2025  | 2e tour (1/32)   | Coco Gauff         | 1er tour (1/64)          | Danielle Collins         | 1er tour (1/64) | Caty McNally    |                |                 |

N.B. : à droite du résultat se trouve le nom de l'ultime adversaire.

### En double dames
| Année | Open d'Australie                                                                | Open d'Australie                                                                   | Internationaux de France                                                              | Internationaux de France | Wimbledon                                                                              | Wimbledon | US Open | US Open |
| ----- | ------------------------------------------------------------------------------- | ---------------------------------------------------------------------------------- | ------------------------------------------------------------------------------------- | ------------------------ | -------------------------------------------------------------------------------------- | --------- | ------- | ------- |
| 2021  | —                                                                               | —                                                                                  | —                                                                                     | —                        | 1er tour (1/32) N. Broady \|\| style="text-align:left;" \| V. Hrunčáková A. Rus        | —         | —       |         |
| 2022  | —                                                                               | —                                                                                  | —                                                                                     | —                        | 1er tour (1/32) E. Silva \|\| style="text-align:left;" \| A. Hartono D. Schuurs        | —         | —       |         |
| 2023  | —                                                                               | —                                                                                  | —                                                                                     | —                        | 1er tour (1/32) E. Appleton \|\| style="text-align:left;" \| Y. Sizikova K. Zimmermann | —         | —       |         |
|       |                                                                                 |                                                                                    |                                                                                       |                          |                                                                                        |           |         |         |
| 2025  | 1er tour (1/32) C. Tauson \|\| style="text-align:left;" \| A. Blinkova Wu F.-h. | 2e tour (1/16) S. Kartal \|\| style="text-align:left;" \| K. Siniaková T. Townsend | 2e tour (1/16) S. Kartal \|\| style="text-align:left;" \| L. Siegemund B. Haddad Maia |                          |                                                                                        |           |         |         |

N.B. : le nom de la partenaire se trouve sous le résultat ; le nom des ultimes adversaires se trouve à droite.

### En double mixte
| Année | Open d'Australie | Open d'Australie | Internationaux de France | Internationaux de France | Wimbledon                                                                              | Wimbledon | US Open | US Open |
| ----- | ---------------- | ---------------- | ------------------------ | ------------------------ | -------------------------------------------------------------------------------------- | --------- | ------- | ------- |
| 2021  | —                | —                | —                        | —                        | 1er tour (1/32) L. Glasspool \|\| Forfait                                              | —         | —       |         |
|       |                  |                  |                          |                          |                                                                                        |           |         |         |
| 2023  | —                | —                | —                        | —                        | 1er tour (1/16) L. Glasspool \|\| style="text-align:left;" \| E. Shibahara J.-J. Rojer | —         | —       |         |

N.B. : le nom du partenaire se trouve sous le résultat ; le nom des ultimes adversaires se trouve à droite.

## Classements WTA en fin de saison
| Année          | 2017 | 2018 | 2019 | 2020 | 2021 | 2022 | 2023 | 2024 |
| Rang en simple | 587  | 411  | 283  | 260  | 221  | 127  | 93   | 295  |
| Rang en double | 1245 | 559  | 415  | 368  | 385  | 398  | 149  | 302  |

Source : (en) Classements de Jodie Burrage sur le site officiel de la Fédération internationale de tennis